# Пино Торинезе
Пино Торинезе (итал. Pino Torinese) је насеље у Италији у округу Торино, региону Пијемонт.
Према процени из 2011. у насељу је живело 6930 становника. Насеље се налази на надморској висини од 418 м.

## Становништво
Према резултатима пописа становништва 2011. у општини је живело 8.481 становника.
| 1931. | 1936. | 1951. | 1961. | 1971. | 1981. | 1991. | 2001. | 2011. |
| ----- | ----- | ----- | ----- | ----- | ----- | ----- | ----- | ----- |
| 2.267 | 2.218 | 2.598 | 3.155 | 7.016 | 7.701 | 8.428 | 8.234 | 8.481 |

## Партнерски градови
- Кавалер на Мору